# Grande Prêmio da Cidade de Vigo
Grande Prêmio Cidade de Vigo é uma corrida de ciclismo de um dia que se disputa na localidade galega de Vigo e seus arredores, no mês de agosto.
A sua primeira edição foi em 1940 ainda que não se começou a disputar de forma continuada e oficial desde 2001 sendo até 2006 uma corrida profissional aberta a amadores. Desde a criação dos Circuitos Continentais da UCI em 2005 fez parte do UCI Europe Tour, dentro da categoria 1.2 (última categoria do profissionalismo). A partir de 2007 se requalificou a carreira completamente amador. Desde 2012 organiza-se a prova em duas corridas.

## Palmarés
Em laranja: edição amistosa de exibição não oficial (critérium).

Em amarelo: edição amador.
| Ano       | Ganhador                      | Segundo                    | Terceiro                |
| --------- | ----------------------------- | -------------------------- | ----------------------- |
| 1940      | Delio Rodríguez               |                            |                         |
| 1941-1957 | Não se disputou               |                            |                         |
| 1958      | Rik Van Looy                  |                            |                         |
| 1959-1969 | Não se disputou               | Não se disputou            | Não se disputou         |
| 1970      | José Casas                    |                            |                         |
| 1971-1972 | Não se disputou               |                            |                         |
| 1973      | Sebastián Pozo                |                            |                         |
| 1974-1975 | Não se disputou               |                            |                         |
| 1976      | Sebastián Pozo                |                            |                         |
| 1977      | Andrés Oliva                  |                            |                         |
| 1978      | José Luis Blanco              |                            |                         |
| 1979      | Enrique Martínez Heredia      |                            |                         |
| 1980      | Jesús Suárez Cueva            |                            |                         |
| 1981      | Miguel Acha                   |                            |                         |
| 1982      | Jesús Blanco Cueva            |                            |                         |
| 1983      | Jesús Blanco Villar           |                            |                         |
| 1984      | Alfonso Gutiérrez             |                            |                         |
| 1985      | Não se disputou               |                            |                         |
| 1986      | Isidro Araújo                 |                            |                         |
| 1987      | Não se disputou               |                            |                         |
| 1988      | Álvaro Pino                   |                            |                         |
| 1989      | Jesús Blanco Villar           |                            |                         |
| 1990      | Manuel Carreira               |                            |                         |
| 1991      | Argimiro Blanco               |                            |                         |
| 1992      | José Luis Sánchez de la Rocha |                            |                         |
| 1993      | José Luis Sánchez de la Rocha |                            |                         |
| 1994      | Miguel Gallego                |                            |                         |
| 1995      | Juan José Rois                |                            |                         |
| 1996      | Rogelio Alonso                |                            |                         |
| 1997      | José Luis Sánchez de la Rocha |                            |                         |
| 1998      | David García Dapena           |                            |                         |
| 1999      | Óscar Pereiro                 |                            |                         |
| 2000      | Fernando Ordoñez              |                            |                         |
| 2001      | Pavel Brutt                   | Moisés Donas               | Emilio Graça            |
| 2002      | Nuno Duarte                   | Ángel Rodríguez            | Enrique Salgueiro       |
| 2003      | Rubén Tapias                  | Fernando Sousa             | Iván Gilmartín          |
| 2004      | Claudio Estevao               | Ramón Troncoso             | David Santoveña         |
| 2005      | José Carlos Rodrigues         | Eloy Teruel                | Ángel Gutiérrez         |
| 2006      | César Antunes Quitério        | David García Dapena        | Jacek Morajko           |
| 2007      | Óscar Bastos                  | Ángel Martín               | David Couto             |
| 2008      | Aser Estévez                  | Jonathan González          | Pablo Torres            |
| 2009      | José Antonio de Segovia       | Karol Andrzej              | Rafael Rodríguez        |
| 2010      | Marco Fabian                  | William Aranzazu           | Rafael Rodríguez        |
| 2011      | Ángel Vallejo                 | Moisés Donas               | José Antonio de Segovia |
| 2012      | Rafael Silva                  | Luis Afonso                | Marco Alexandre Cunha   |
| 2013      | Daniel López Parada           | David Rañó                 | José Luis Mariño        |
| 2014      | José Luis Mariño              | Jonathan González González | Sergio Miguez           |
| 2015      | Daniel López Parada           | Alejandro Magallanes       | Aser Estévez            |
| 2016      | Aser Estévez                  | Cristian Mota              | Miguel Llaneza          |
| 2017      | Maksym Vasyliev               | Aser Estévez               | Luis Junquera           |
| 2018      | Guillermo García              | Aser Estévez               | Martín Lestido          |
| 2019      | Leangel Linares               | Iván Feijoo                | Aaron Mariño            |

## Grande Prêmio Cidade de Vigo II
| Ano  | Ganhador                | Segundo             | Terceiro          |
| ---- | ----------------------- | ------------------- | ----------------- |
| 2012 | Frederico Figueiredo    | Rafael Jorge Silva  | José de Segovia   |
| 2013 | Ángel Vallejo           | Hélder Ferreira     | Jonathan González |
| 2014 | Aser Estévez            | José Luis Mariño    | Roberto Mediero   |
| 2015 | Marino Kobayashi        | Roberto Mediero     | Daniel López      |
| 2016 | Samuel Blanco           | Martín Bouzas       | Aser Estévez      |
| 2017 | Aliaksandr Piasetski    | Vladislav Bakumenko | Aser Estévez      |
| 2018 | Jesús Rodríguez Ponciña | Ángel Gutiérrez     | Jesús Nanclares   |
| 2019 | Aliaksandr Piasetski    | Guillermo García    | Martin Lestido    |

## Palmarés por países
| País      | Vitórias |
| --------- | -------- |
| Espanha   | 13       |
| Portugal  | 4        |
| Bélgica   | 1        |
| Rússia    | 1        |
| Argentina | 1        |
| Ucrânia   | 1        |
| Venezuela | 1        |

| País         | Vitórias |
| ------------ | -------- |
| Espanha      | 4        |
| Bielorrússia | 2        |
| Portugal     | 1        |
| Japão        | 1        |